# Zalaska
Zalaska – wzgórze o wysokości 380 m n.p.m. Znajduje się na Garbie Tenczyńskim w miejscowości Zalas w województwie małopolskim.